# La Longueville
La Longueville è un comune francese di 2 243 abitanti situato nel dipartimento del Nord nella regione dell'Alta Francia.

## Società

### Evoluzione demografica
Abitanti censiti